# Козен, Фёдор Андреевич
Фёдор Андреевич Козен (1782—1840) — начальника IX округа путей сообщения, первый директор Училища гражданских инженеров; генерал-лейтенант.

## Биография
Родился в 1782 году в семье небогатого секунд-майора; происходил из дворян Лифляндской губернии.
Вступил в службу 15 марта 1799 года — юнкером в Коллегию иностранных дел; 31 декабря 1801 года был произведён в переводчики, а 31 декабря 1804 года — в коллежские асессоры. По делам службы 16 ноября 1804 года «отправлен был в Англию», через полгода возвратился в Россию и вскоре был отправлен в Грецию. По возвращении в Россию Ф. А. Козен состоял в секретной экспедиции Министерства иностранных дел на разных должностях. 
В 1808 году состоял канцелярским служащим в Карлсруэ при Е. М. Рябинине, чрезвычайном посланнике посольства при дворе принцессы Стефании Баденской; с 31 декабря 1810 года — надворный советник. 
Утверждается, что в 1812 году он участвовал в Бородинском сражении.
В декабре 1813 года был уволен из Министерства иностранных дел «по прошению для определения к другим делам» и 22 января 1814 года был определен в канцелярию военного министра, но спустя два месяца уволен по прошению. Вновь состоял в ведомстве Коллегии иностранных дел и был направлен в Варшаву, а 5 ноября 1814 года был определён адъютантом к генерал-фельдмаршалу князю Барклаю-де-Толли и 15 марта 1815 года принят в военную службу с переименованием в майоры, а с 30 августа того же года он получил чин подполковника. Согласно формулярному списку Козена он «был в походах против французов с Генерал фельдмаршалом Князем Барклаем де Толли в 1815-м».
По высочайшему приказу 4 марта 1818 года Фёдор Андреевич Козен был переведён в лейб-гвардии Конно-егерский полк с назначением состоять по кавалерии; с 19 июня 1818 года — полковник.
В марте 1823 года по его просьбе был переведён в Строительный отряд путей сообщения, а в конце года, 28 декабря, был переведён в Корпус инженеров путей сообщения. С апреля 1827 года он назначен управляющим директором отделения IV округа путей сообщения; с 29 апреля — генерал-майор. С 8 февраля 1829 года он состоял в должности начальника IX округа путей сообщения. Издал статью «Выписка из письма о Троглодитах» (Журнал путей сообщения. – 1828. – Кн. 12. – С. 13–48).
Когда 27 апреля 1832 года было учреждено Училище гражданских инженеров, то первым директором его был назначен, 7 июня 1832 года, Фёдор Андреевич Козен. За отличия по службе 6 декабря 1834 года Козену был пожалован чин генерал-лейтенанта.
За отличное усердие и деятельность по службе Ф. А. Козен был награждён орденами Св. Владимира 4-й ст. (29.03.1825), Св. Анны 2-й ст. с алмазными украшениями (11.01.1829), Св. Владимира 3-й ст. (6.12.1831), Св. Станислава 1-й степени. Также 22 августа 1829 года он получил знак отличия беспорочной службы за XX лет, а затем — знак отличия беспорочной службы 22 августа 1833 г. за XXV лет и такой же «на перемену» — 22 августа 1835 г., за XXX лет.
В 1837 году Санкт-Петербургское дворянское депутатское собрание вынесло определение «о внесении генерал-лейтенанта и кавалера Федора Козена с поименованными сыновьями его в 3-ю часть Дворянской родословной книги».
Имел значительное состояние, которое доверил любекскому банкиру, крах которого так подействовал на него, что он умер 4 (16) января 1840 года. Похоронен был по его желанию по лютеранскому обряду в Нарве.

## Семья
Был женат, с 27 февраля 1829 года, на «старшей дочери умершего полковника» барона Фёдора Антоновича Бистрома, Евгении (1806—1858). У них было четверо детей:
- Фёдор (1831—1906), офицер лейб-гвардии Преображенского полка
- Александр (1833—1916)
- Карл-Иосиф-Станислав (1836—?), в 1863 году женился на своей тёте, которая была младше его — дочери Антона Антоновича Бистрома, Наталье
- Мария (1838—1870); в 1856 году окончила Екатерининский институт, с 8 января 1861 года была замужем за А. А. Шахматовым (1828—1871); их сын — академик Алексей Александрович Шахматов (1864—1920).

Евгения Фёдоровна зимой 1849 года, в Петербурге познакомила свою племянницу, Александру (дочь А. А. Бистрома), с Н. И. Пироговым; летом 1850 года состоялась их свадьба. Евгения Фёдоровна нравилась Николаю Петровичу Витгенштейну, несчастному супругу Каролины Ивановской, и отвечала взаимностью, но их свадьба не состоялась. Скончалась Е. Ф. Козен 9 августа 1858 года.